# Veselin Vujović
Veselin Vujović (18. ledna 1961 Cetinje) je bývalý černohorský házenkář, který se stal s jugoslávskou reprezentací mistrem světa a olympijským vítězem.
Je odchovancem klubu RK Lovčen. V letech 1979 až 1988 hrál za Metaloplastiku Šabac, s níž sedmkrát vyhrál jugoslávskou ligu, čtyřikrát jugoslávský pohár a v letech 1985 a 1986 Ligu mistrů. Pak přestoupil do Barcelony, kde získal čtyři španělské tituly a v roce 1991 vyhrál Ligu mistrů. Kariéru končil v BM Granollers, jemuž pomohl v roce 1995 k vítězství v Evropské lize.
Se 738 brankami je historicky nejlepším střelcem jugoslávské reprezentace. Byl finalistou mistrovství světa v házené mužů 1982, vyhrál Středomořské hry v roce 1983, olympiádu 1984 a mistrovství světa v házené mužů 1986, byl třetí na LOH 1988 a mistrovství Evropy v házené mužů 1996. V roce 1986 byl jugoslávským sportovcem roku a v roce 1988 nejlepším světovým házenkářem.
Jako trenér vyhrál v letech 2002 a 2003 Pohár vítězů EHF se španělským klubem BM Ciudad Real a v roce 2005 mistrovství světa v házené mužů do 19 let s reprezentací Srbska a Černé Hory. Se slovinskou reprezentací získal na mistrovství světa v roce 2017 bronzovou medaili. Od roku 2022 trénuje reprezentaci Íránu.